# Novomessor
Novomessor é um gênero de insetos, pertencente a família Formicidae.

## Espécies
- Novomessor albisetosus (Mayr, 1886)
- Novomessor cockerelli (André, 1893)
- Novomessor ensifer (Forel, 1899)